# Ed Paschke
Pour les articles homonymes, voir Paschke.
Ed Paschke est un peintre polono-américain, né le 22 juin 1939 à Chicago et décédé le 25 novembre 2004 à Chicago. Il appartient à la seconde génération du pop art américain.

## Biographie
Edward Francis Paschke, Jr. est le fils de Waldrine and Edward Stanley Paschke. Il grandit dans une banlieue middle class de Chicago. Son père combat pendant la Seconde Guerre mondiale, et travaille à son retour dans les chantiers de construction. Au lycée, Edward se distingue dans les disciplines sportives et artistiques.
Ed Paschke entre en 1957 à l'école de l'Institut d'art de Chicago et y obtient une maîtrise en beaux-arts en 1961, puis un master en 1970. Entre sa maîtrise et son master, Edward Paschke voyage et travaille. Avec l'obtention de sa maîtrise en 1961, il bénéficie d'une bourse de $1500 qu'il utilise pour un séjour de 3 mois au Mexique, puis plus tard (1965) une tournée des capitales européennes. Entre le 4 novembre 1962 et le 4 novembre 1964, il fait son service militaire. Lors d'un passage à New York, il découvre la philosophie du pop art.
De retour à Chicago en 1968, il expose avec d'autres artistes du même pedigree, et se font connaître comme les Imagistes de Chicago.
De 1976 jusqu'à sa mort en 2004, il est professeur à temps plein à la Northwestern University à Evanston. Il y a été le professeur de Jeff Koons. Entre 1962 et 1989, il fournit 28 illustrations au magazine Playboy.
Il meurt dans son sommeil d'une crise cardiaque le 25 novembre 2004 à l'âge de 65 ans.

## Œuvre
Ed Pascke a été très influencé par le travail de portraits d'Andy Warhol. Dans ses créations, il reprend des images tirées des médias, et les recompose avec un projecteur opaque. Dans ses premières créations, il parodie les célébrités et réalise des portraits de personnalités marginales : il peint Marilyn Monroe en joueuse d'accordéon au visage verdâtre, et Claudette Colbert recouverte de tatouages. Son œuvre évolue vers le portrait de personnes anonymes dont le visage semble déformés par un écran de télévision défectueux.
À la fin de sa vie, il revient vers le portrait de personnalités connues, et peint Elvis Presley, George Washington, Osama Ben Laden, Adolf Hitler, ainsi que La Joconde.

## Vie privée
Ed Paschke se marie le 22 novembre 1968 avec Nancy Cohn. Il a deux enfants : Marc et Sharon.

## Expositions principales
- 1970 : Galerie Deson-Zaks, Chicago
- 1971 : Galerie Hundred Acres, New York
- 1989 : Rétrospective au Centre Georges-Pompidou